# Emna Menif
Emna Menif o Emna Mnif (Túnez, 21 de marzo de 1967) es una activista política y médica tunecina. Durante la revolución tunecina de 2011, fue una de las tres mujeres que lideró un partido político, el Afek Tounes. Dimitió a finales de 2011 para crear el movimiento ciudadano Kolna Tounes del que actualmente es portavoz. En su trayectoria política ha denunciado el extremismo religioso y reivindica la identidad tunecina desde la suma de culturas y civilizaciones que han conformado históricamente el país.

## Biografía
Proviene de una familia de mujeres luchadoras: su abuela materna rechazó la bigamia y aceptó educar sola a su hija y para sobrevivir trabajó como enfermera en una institución educativa de Souk El Khemis. Su madre también se divorció. Emna desde joven decidió no ser una carga para su familia y trabajar para financiarse sus estudios de medicina. 
De 1986 a 1990 fue colaboradora en el periódico La Presse de Túnez mientras estudiaba medicina en la Universidad de Túnez donde se especializó en radiología. Optó por trabajar en la sanidad pública. Fue nombrada jefa de servicio en el Hospital La Rabta de Túnez y miembro del consejo de administración del hospital . Fue también miembro del Consejo de la Orden de los Médicos y secretaria general adjunta del sindicato de médicos hospitalo-universitarios.

### Trayectoria política
Se sumó a la revolución tunecina que culminó en enero de 2011 con la caída del dictador Ben Alí. Empezó con otros amigos a crear una asociación "Túnez unido" pero era necesario -explica en una entrevista- ir más allá. Contacta entonces con Sami Zaoui y el grupo. Nació así el partido Afek Tounes del que fue miembro del comité central y del comité director, portavoz y responsable del polo político del partido Afek Tounes. El 23 de abril de 2011 realizó su primer mitin. De los 107 partidos legalizados en Túnez en abril de 2011 tras la revolución tunecina, sólo tres estaban liderados por mujeres, una de ellas fue Emna Menif junto a Salma Ammar y Emna Mansour Karoui.
Dimitió de la formación el 1 de noviembre de 2011 a causa de los malos resultados obtenidos por el partido en las elecciones a la Asamblea Constituyente de Túnez del 28 de octubre y las profundas divergencias con el director ejecutivo del partido. En diciembre de 2011 creó el movimiento ciudadano Kolna Tounes de la que es portavoz. En 2012 Kolna Tounes defendía la identidad tunecina como síntesis de la cultura bereber, fenicia y púnica, el papel de la civilización romana y bizantina junto a la lengua árabo-islámica  "No queremos excluir a los islamistas, pero los islamistas deben también colaborar con las fuerzas laicas" declaraba Emna Menif.